# Stazione di Takanawa Gateway
La Stazione di Takanawa Gateway (高輪ゲートウェイ駅?, Takanawa Gētowei-eki) è una stazione ferroviaria di Tokyo, aperta il 14 marzo 2020, e si trova nel quartiere di Minato. La stazione è stata realizzata a metà fra quelle di Tamachi e Shinagawa, ed è servita dalle linee Yamanote e Keihin-Tōhoku della JR East. A poca distanza è presente la stazione di Sengakuji che offre l'interscambio con la linea Asakusa della metropolitana di Tokyo.

## Storia
Il 3 giugno 2014, JR East annunciò la costruzione di una nuova stazione da realizzarsi fra quelle di Tamachi e Shinagawa, a 1,3 km a sud della prima, e a 0,9 km a nord della seconda, e a circa 300 metri a sud-est della stazione di Sengakuji.
La stazione è stata realizzata sul suolo del deposito di Tamachi, ricoprendo circa 13 ettari di spazio opportunamente riutilizzati e riqualificati. L'apertura della stazione è stata sin da subito prevista per il 2020, in tempo per le Olimpiadi e le Paralimpiadi di Tokyo, rendendola la più recente stazione ferroviaria sulla linea Yamanote (precedentemente toccò alla stazione di Nishi-Nippori, aperta nel 1971, mentre per quanto riguarda la linea Keihin-Tōhoku, era dall'apertura della stazione di Saitama-Shintoshin, nel 2000, che non veniva realizzata una nuova stazione.
Il 6 settembre 2016, JR East ha annunciato il design della stazione, selezionata come elemento cardine del progetto di sviluppo "Global Gateway Shinagawa" di Shinagawa. I lavori sono iniziati il 10 febbraio 2017.
Dal 5 al 30 giugno 2018, JR East ha invitato pubblicamente i cittadini a presentare idee di nomi per la nuova stazione, tramite posta o sondaggi online. 
Il nome definitivo, "Takanawa Gateway" è stato annunciato il 4 dicembre 2018.
Le linee Yamanote e Keihin-Tōhoku, tra Shinagawa e Tamachi sono state fatte deviare tramite una modifica al nodo ferroviario, fino alla nuova stazione il 16 novembre 2019, operazione per cui si è dovuto interrompere parzialmente la circolazione ferroviaria dalla mattina presto sino alle 16:00 del pomeriggio.
La stazione è stata inaugurata il 14 marzo 2020, sebbene alcune parti, come shopping e ristorazione all'interno non saranno completamente operative fino al 2024.

## Linee
East Japan Railway Company
■ Linea Keihin-Tōhoku
■ Linea Yamanote

## Struttura
La stazione, realizzata in vetro è acciaio, dal punto di vista ferroviario è costituita da due marciapiedi a isola con quattro binari passanti in superficie.
Ognuna delle piattaforme è dotata di 3 scale mobili e una coppia di ascensori (con capienze di 24 e 18 persone) che portano alla zona interna ai tornelli di accesso. Al terzo piano è situata una zona adibita a eventi e spettacoli, che dà direttamente sul piano del ferro.
| 1 | ■ Linea Yamanote      |  | per Tokyo, Ueno, e Ikebukuro                |
| 2 | ■ Linea Yamanote      |  | per Shinagawa, Meguro, Ikebukuro e Shinjuku |
| 3 | ■ Linea Keihin-Tōhoku |  | per Tokyo, Ueno, Akabane e Ōmiya            |
| 4 | ■ Linea Keihin-Tōhoku |  | per Kamata, Yokohama e Ōfuna                |

## Stazioni adiacenti
| «                   | Servizio       | »                            |
| Linea Yamanote      | Linea Yamanote | Linea Yamanote               |
| ------------------- | -------------- | ---------------------------- |
| Hamamatsuchō        | -              | Stazione di Takanawa Gateway |
| Linea Keihin-Tōhoku |                |                              |
| Hamamatsuchō        | Locale Rapido  | Stazione di Takanawa Gateway |